# SUFU
SUFU‏ (SUFU negative regulator of hedgehog signaling) هوَ بروتين يُشَفر بواسطة جين SUFU في الإنسان.